# تریپتوفاناز
در آنزیم شناسی، تریپتوفاناز (EC 4.1.99.1) یک آنزیم است که واکنش‌های شیمیایی را کاتالیز می‌کند.
L-tryptophan + H2O {\displaystyle \rightleftharpoons } indole + pyruvate + NH3
دو بستر آنزیم L-تریپتوفان و H2O هستند، در حالی که ۳ محصول آن ایندول، پیروات و NH3 هستند.
این آنزیم متعلق به خانواده لیاز، به طور خاص در کلاس "catch-all" لیازهای کربن-کربن است. نام سیستماتیک این کلاس از آنزیم L-تریپتوفان ایندول-لیاز (بی آمین ساز؛ پیروات ساز). سایر نام‌های متداول عبارتند از:L-تریپتوفاناز و L-تریپتوفان ایندول-لیاز (بی آمین ساز). این آنزیم در متابولیسم تریپتوفان و متابولیسم نیتروژن شرکت می‌کند. او دو کوفاکتور پیریدوکسال فسفات و پتاسیم دارد.

## مطالعات ساختاری
تا اواخر سال ۲۰۰۷، ۳ ساختار بیومولکولی برای این کلاس از آنزیم‌ها با الحاق کدهای 1AX4، 2C44و 2OQX از بانک داده پروتئین حل شده است.